# 180367 Vonfeldt
180367 Vonfeldt este un asteroid din centura principală de asteroizi.

## Descriere
180367 Vonfeldt este un asteroid din centura principală de asteroizi. A fost descoperit pe 22 decembrie 2003 la Needville de Don J. Wells. Asteroidul prezintă o orbită caracterizată de o semiaxă mare de 2,61 ua, o excentricitate de 0,14 și o înclinație de 7,1° în raport cu ecliptica.